# Lake Forest, Kalifornien
Lake Forest är en stad (city) i Orange County, i delstaten Kalifornien, USA. Enligt United States Census Bureau har staden en folkmängd på 78 439 invånare (2011) och en landarea på 46,1 km².